# Kiilto
Kiilto Oy eller bara Kiilto är ett finskt företag bildat 1919 i Pispala, Tampere. Kiilto tillverkar våtrumsprodukter, bland annat fogmassa, lim, tätskikt, spackel, silikon och våtrumsfolie samt limprodukter för trä- och snickeriindustri och övrig industritillverkning. Kiilto är även stora inom professionell hygien där varumärkena DAX och Kiilto Pro förser framför allt offentlig upphandling med hygienprodukter.  
Kiiltos moderbolag Kiilto Family Oy omsatte 153 miljoner euro år 2016 och har över 800 anställda.
I Sverige säljs Kiiltos byggprodukter hos återförsäljarna Bauhaus, K-Rauta, Flinks och även hos många specifikt kakelinriktade återförsäljare.  
Kiiltos våtrumssystem KeraSafe+ är det enda våtrumssystemet på svenska marknaden som klarat Länsförsäkringars test av tätskikt 4 gånger i rad, 2014, 2016, 2019 samt 2022.  

## Kontor
2023 hade Kiilto kontor i 9 olika länder.
- Tammerfors, Åbo & Helsingfors, Finland
- Täby & Svedala, Sverige
- Asker, Norge
- Assens, Danmark
- Kiev, Ukraina
- Tallinn, Estland
- Riga, Lettland
- Vilnius, Litauen
- Warszawa, Polen